# Stigmella maloidica
Stigmella maloidica is een vlinder uit de familie dwergmineermotten (Nepticulidae). De wetenschappelijke naam van deze soort werd voor het eerst geldig gepubliceerd in 1991 door Puplesis.